# Алеутский хребет
Алеу́тский хребе́т (англ. Aleutian Range) — горный хребет на полуострове Аляска (США), являющийся восточным продолжением гряды Алеутских островов.
Протяжённость хребта составляет около 1000 км. Хребет образован цепью молодых неоген-четвертичных вулканических конусов высотой до 2500—3000 м. 10 из них — действующие вулканы: Илиамна, Катмай, Павлова, Вениаминова, Шишалдина и другие. Высшая точка — гора Редаут (3108 м).
На вершинах вулканов лежат вечные снега и ледники. Склоны покрыты субарктическими лугами и горной тундрой.
Хребет был открыт, положен на карту и исследован русскими первопроходцами в XVII веке.